# Kraftfahrzeugumrüstung
Kraftfahrzeugumrüstung bezeichnet die Umstellung der Einrichtungen eines Standard-Kraftfahrzeugs für eine andere Nutzungsvariante als die vom Hersteller vorgesehene Betriebs- oder Benutzungsart. 
Häufiger durchgeführte Umrüstungen in diesem Bereich sind 
- der Einbau alternativer Bedieneinrichtungen und zusätzliche Einstiegshilfen für die Benutzung und Steuerung durch körperbehinderte Kraftfahrer, siehe Kraftfahrzeuganpassung für körperbehinderte Menschen,
- die Umstellung des herstellerseitig eingebauten Kraftfahrzeug-Verbrennungsmotorantriebs auf Wasserstoffantrieb oder für den Betrieb anderer Kraftstoffe wie Pflanzenöl, Tierfett, Ethanol, Gas,
- der Umbau des verbrennungsmotorgetriebenen Fahrzeugs auf den Betrieb mit elektrischer Energie.